# Kenichi Yagara
Kenichi Yagara (八柄 堅一 Yagara Kenichi?), född 14 september 1981 i Osaka prefektur, är en japansk före detta fotbollsspelare.
Yagara började sin karriär 2004 i Ehime FC. Han spelade 51 ligamatcher för klubben. 2007 flyttade han till Banditonce Kobe. Han avslutade karriären 2007.